# Cornelis Knulst
Cornelis Knulst (Magelang, 21 juli 1918 - Den Haag, 17 juli 1990) was een Nederlands generaal-majoor van de Koninklijke Landmacht en ridder in de Militaire Willems-Orde.

## Loopbaan
Knulst was Engelandvaarder. Hij kreeg in Engeland een opleiding tot geheimagent en werd in maart 1944 door Jan Somer naar Zweden gestuurd om W. Lindenburg op te volgen als hoofd van Bureau Inlichtingen in Stockholm.
Hij heeft zich vooral tijdens de politionele acties onderscheiden. Op Java bestreed hij als eerste-luitenant de Indonesische onafhankelijkheidsstrijders en hij behaalde in juli 1946 in Gedeh Bage en Padalarang successen. Op 2 augustus 1946 toonde hij bij de kampong Tjirawa op Java grote onverschrokkenheid. Het 1e Bataljon, 5e Regiment Infanterie waarover hij als tijdelijk majoor de leiding had verloor een sergeant en twee manschappen door sluipschutters. Majoor Knulst sloop toen, zo staat in het koninklijk Besluit waarin hem op 13 mei 1947 de Militaire Willems-Orde werd toegekend te lezen,
koelbloedig (en) geheel alleen en ongedekt voorwaarts te begeven om het vuur van deze sluipschutter tot zich te trekken. Hierdoor werd het mogelijk de vijand weder onder gericht vuur te nemen, de gesneuvelden en een gewonde af te voeren en zonder verdere verliezen het gevecht te beëindigen.
De generaal-majoor Knulst op 29 maart 1974 eervol ontslagen. Hij volgde Heije Schaper op als Kanselier der Nederlandse Orden. Hij was de voorlaatste in een lange reeks van kanseliers die ook de Militaire Willems-Orde droegen. In 1990 organiseerde hij op het Binnenhof het 175-jarig jubileum van de Willems-Orde, waar een parade was van 52 ridders MWO. Enkele maanden later overleed hij.

## Onderscheidingen
- Ridder Militaire Willems-Orde 4e klasse
- Ridder in de Orde van de Nederlandse Leeuw
- Officier in de Orde van Oranje-Nassau met de Zwaarden
- Kruis van Verdienste
- Oorlogsherinneringskruis
- Ereteken voor Orde en Vrede met drie gespen
- Kruis voor Recht en Vrijheid met een gesp
- Onderscheidingsteken voor Langdurige Dienst als officier met cijfer XXXV
- Legioen van Verdienste (Verenigde Staten)
- Kroonorde (België) met palm
- Oorlogskruis (België) met palm
- Ulchi Orde van Militaire Verdienste (Zuid-Korea)
- Grootofficier in de Orde van Verdienste (Italië)
- Grootofficier in de Orde van de Finse Leeuw
- Koreamedaille van de Verenigde Naties
- Honor Al Deber Cumplido